# Bryophaenocladius clavatus
Bryophaenocladius clavatus är en tvåvingeart som beskrevs av Andersen och Mendes 2010. Bryophaenocladius clavatus ingår i släktet Bryophaenocladius och familjen fjädermyggor. Inga underarter finns listade i Catalogue of Life.